# Lamut
Lamut is een gemeente in de Filipijnse provincie Ifugao op het eiland Luzon. Bij de laatste census in 2007 had de gemeente ruim 22 duizend inwoners.

## Geografie

### Bestuurlijke indeling
Lamut is onderverdeeld in de volgende 18 barangays:
| - Ambasa - Hapid - Lawig - Lucban - Mabatobato - Magulon - Nayon - Panopdopan - Payawan | - Pieza - Poblacion East - Pugol - Salamague - Bimpal - Holowon - Poblacion West - Sanafe - Umilag |

## Demografie
Lamut had bij de census van 2007 een inwoneraantal van 22.109 mensen. Dit zijn 3.378 mensen (18,0%) meer dan bij de vorige census van 2000. De gemiddelde jaarlijkse groei komt daarmee uit op 2,31%, hetgeen hoger is dan het landelijk jaarlijks gemiddelde over deze periode (2,04%). Vergeleken met de census van 1995 is het aantal mensen met 5.028 (29,4%) toegenomen.

De bevolkingsdichtheid van Lamut was ten tijde van de laatste census, met 22.109 inwoners op 159,6 km², 138,5 mensen per km².